# List Aristeův
List Aristeův nebo také jen Aristeas nese název podle jména (fiktivního?) autora, který tento spis napsal. Jedná se o židovský apokryfní (pseudoepigrafní) spis vyprávějící o vzniku řeckého překladu židovských písem, tzv. Septuaginty, přesněji o vzniku překladu Pentateuchu.

## Autorství a datace
Autor je neznámý, jméno Aristeas může být jak skutečné, tak fiktivní. Sám autor se prezentuje spíše jako pohan silně sympatizující s židovstvím, ale jeho podrobná znalost zákona hovoří spíše pro židovský původ. Problematická je i datace, v podstatě známe jen terminus a quo, kterým je samotný překlad Septuaginty (3. stol. př. n. l.) a terminus ad quem, kterým jsou zřejmé citace tohoto Listu u Filóna Alexandrijského a Josefa Flavia. Místem sepsání je téměř jistě egyptská Alexandrie, hlavní město ptolemajovské říše.

## Obsah
List Aristeův není ve skutečnosti dopisem, nýbrž vyprávěním o vzniku překladu. Zahrnuje v sobě kromě samotného klíčového vyprávění i několik rozsáhlých odboček. Jsou jimi vyprávění o propuštění všech židovských otroků v Egyptě za Ptolemaia II. Filadelfa, popis Ptolemaiových darů židovskému veleknězi Eleazarovi, popis Jeruzaléma a Palestiny, Eleazarova dlouhá odpověď o smyslu židovských zákonů a sedm dní rozhovorů mezi Ptolemaiem a židovskými překladateli.

### Legenda o překladu
Samotná legenda o vzniku překladu Septuaginty byla později rozšířena Filónem Alexandrijským. Zatímco podle Aristeova listu na překladu pracovalo 72 učenců vyslaných z Jeruzaléma (po 6 z každého kmene), kteří každý den svou práci konfrontovali a zapisovali to, na čem se shodlo nejvíce překladatelů, až po 72 dnech svou práci dokončili, podle Filóna pracovali všichni po 72 dní v naprostém odloučení, a když po 72 dnech své dílo srovnali, zjistili, že se shoduje ve všech detailech. Tato legenda dala též jméno řeckému překladu. Septuaginta znamená latinsky „sedmdesát“, což pochází ze (zaokrouhleného) počtu překladatelů (72).

### Další prvky textu
Prvořadý účel spisu je zdůraznit kvalitu a autoritu septuagintálního překladu Tóry (či později v případě křesťanů Starého zákona), potlačit pozdější korekce a opravy v překladu (jak činili v 2. století n. l. např. Aquila nebo Theodotion). Současně s tím však Aristeův list prezentuje židovské písmo a zákon pohanskému publiku a zdůrazňuje, že židovství i se svou psanou tradicí, která se nyní nachází i v jazyce vzdělanců (tj. řečtině), není v ničem pozadu za řeckou kulturou, ba naopak vyniká a je hodno stát se její významnou součástí. Vyplývá to především z toho, že spis kromě samotné obhajoby překladu (a zákazem jakýchkoli budoucích změn) zdůrazňuje v dlouhých, ryze sapienciálních pasážích (viz sedmidenní rozhovory) všeobecnou moudrost židovských učenců, která se týká běžného života a nad kterou žasnou všichni přítomní pohanští filozofové, a symbolickým výkladem židovských zákonů o pokrmech (Eleazarova odpověď na Aristeovu otázku o smyslu těchto zákonů).
Z hlediska stylu je spis čtivý, neboť používá mnoha literárních prvků a nástrojů: fiktivní dopisy, výtahy a opisy z egyptských análů, opisy královských výnosů, rozhovory při hostině, dialogy v přímé řeči atd.